# Bungarus ceylonicus

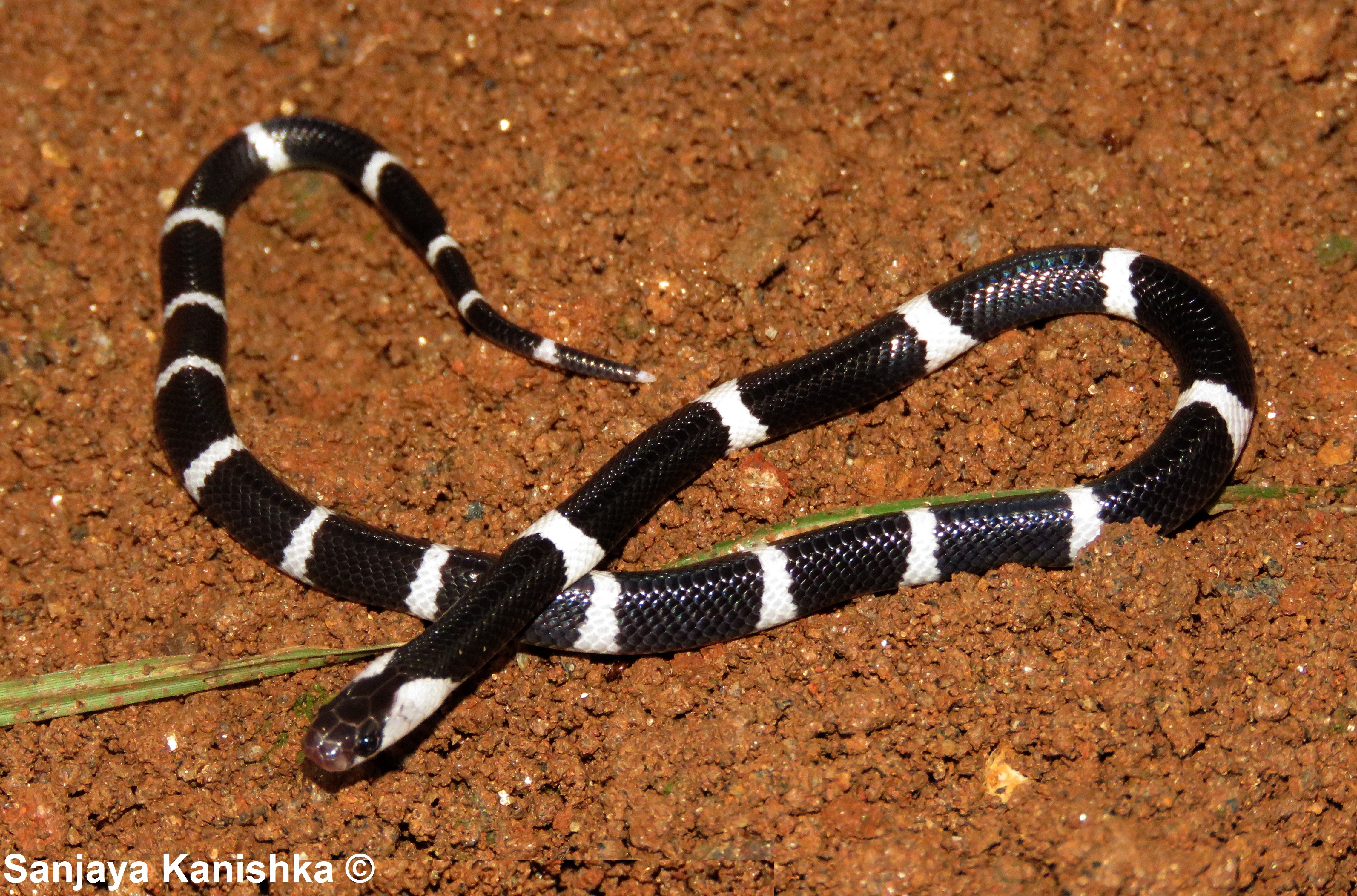
Un krait de Ceilán juvenil con bandas prominentes

El krait de Ceilán o krait de Sri Lanka (Bungarus ceylonicus) es una especie de serpiente venenosa de la familia Elapidae, endémica de la isla Sri Lanka, conocida localmente como මුදු කරවලා (mudu karawalaa). 

## Distribución
Endémica de Sri Lanka, es bastante común en las zonas montañosas centrales de la isla. Con frecuencia se encuentra en las áreas montañosas de Kandy, Provincia de Uva, Peradeniya, Nawalapitiya, Gampola, Ritigala y Balangoda, pero rara vez se registra en áreas de tierras bajas.

## Habitat
Prefiere la hojarasca en los bosques, pero a menudo se adentra en viviendas de humanos, sintiéndose a gusto en mampostería y grietas antiguas.

## Descripción
Es una serpiente pequeña y delgada. En la eclosión, la longitud de la serpiente es de aproximadamente 250 mm (9,8 pulgadas). La longitud promedio de un adulto para esta especie es de 75 a 90 cm ( (29,5 a 35,5 pulgadas). Es de color negro cruzada con finas bandas transversales blancas. Tiene un pulmón extraordinariamente largo que se infla cuando está enojada.

## Reproducción
Hay pocos detalles registrados. El krait de Sri Lanka es ovíparo. Parece que muchas hembras comparten un nido común, o una sola hembra pone sus huevos en varios lotes, lo que dificulta la determinación del tamaño de la nidada. Los huevos son cilíndricos con extremos redondeados y miden 30 mm × 17 mm.

## Comportamiento
Bungarus ceylonicus es nocturna y tímida. Es muy lenta y perezosa de día. Por la noche puede atacar después de una provocación considerable, pero se comporta de manera bastante contraria a la que tiene durante el día, a menudo se deja manejar o incluso intimidar con impunidad. Durante un tratamiento tan duro, generalmente no hace más que inflar su pulmón para mostrar su incomodidad.

## Veneno
El potente veneno de esta serpiente ataca el sistema nervioso central y lo destruye gradualmente. La muerte se produce cuando se suprime el sistema respiratorio. Por lo tanto, una mordedura de esta serpiente se debe tratar de inmediato, o la víctima puede morir dentro de las 12 horas.

## Dieta
Se alimenta principalmente de pequeños reptiles, ranas y pequeños mamíferos como las ratas. La dosis fatal de veneno se inyecta en el cuerpo de la presa antes de comenzar a consumirla. 